# Relais 4 × 100 mètres masculin aux championnats du monde d'athlétisme 1983
Navigation
Rome 1987
L'épreuve du relais 4 × 100 mètres masculin des championnats du monde d'athlétisme 1983 s'est déroulée les 9 et 10 août 1983 dans le Stade olympique d'Helsinki, en Finlande. Elle est remportée par l'équipe des États-Unis (Emmit King, Willie Gault, Calvin Smith et Carl Lewis) qui établit un nouveau record du monde en 37 s 86.

## Résultats

### Finale
| Rang               | Pays                 | Athlètes                                                                | Temps   | Notes |
| ------------------ | -------------------- | ----------------------------------------------------------------------- | ------- | ----- |
| Médaille d'or      | États-Unis           | Emmit King Willie Gault Calvin Smith Carl Lewis                         | 37 s 86 | WR    |
| Médaille d'argent  | Italie               | Stefano Tilli Carlo Simionato Pierfrancesco Pavoni Pietro Mennea        | 38 s 37 | NR    |
| Médaille de bronze | Union soviétique     | Andreï Prokofiev Nikolay Sidorov Vladimir Muravyov Viktor Bryzhin       | 38 s 41 |       |
| 4                  | Allemagne de l'Est   | Andreas Knebel Thomas Schröder Jens Hubler Frank Emmelmann              | 38 s 51 |       |
| 5                  | Allemagne de l'Ouest | Werner Bastians Christian Haas Jürgen Evers Andreas Rizzi               | 38 s 56 |       |
| 6                  | Pologne              | Krzysztof Zwoliński Zenon Licznerski Czesław Prądzyński Marian Woronin  | 38 s 72 |       |
| 7                  | Jamaïque             | George Walcott Raymond Stewart Leroy Reid Colin Bradford                | 38 s 75 |       |
| 8                  | France               | Thierry François Marc Gasparoni Antoine Richard Jean-Jacques Boussemart | 38 s 98 |       |

## Légende
Records et Performances
- AR : Record continental (area record)
- CR : Record des championnats (championship record)
- MR : Record du meeting (meet record)
- NR : Record national (national record)
- OR : Record olympique (olympic record)
- PR : Record paralympique (paralympic record)
- PB : Record personnel (personal best)
- SB : Meilleure performance personnelle de la saison (season's best)
- WL : Meilleure performance mondiale de l'année (world leader)
- WJR : Record du monde junior (world junior record)
- WR : Record du monde (world record)

Circonstances et Conditions
- DNF : N'a pas terminé (did not finish)
- DNS : N'a pas pris le départ (did not start)
- DQ : Disqualification (disqualification)
- NM : Aucun essai valable enregistré (No Mark)
- Q : Qualifié « directement » au prochain tour (ou à la prochaine compétition), lors d'une compétition majeure, grâce au classement ou à la réalisation des minima (automatic qualifier)
- q : Qualifié au prochain tour (ou à la prochaine compétition), lors d'une compétition majeure, grâce au repêchage ou à la réalisation de l'une des meilleures performances parmi celles des « non qualifiés directement » (grâce au meilleur temps ou à la meilleure distance par exemple) (secondary qualifier)